# Хосе Ернесто Соса
Хосе́ Ерне́сто Со́са (ісп. José Ernesto Sosa; нар. 19 червня 1985) — аргентинський футболіст, центральний півзахисник турецького «Фенербахче».

## Клубна кар'єра
Кар'єра Соси почалася в 2002 році в «Естудьянтес». У сезоні 2005/2006 Хосе показував чудову гру і допоміг клубу виграти  чемпіонат Аргентини, а тренер клубу Дієго Сімеоне радив йому перейти в римський «Лаціо», але попри все 24 лютого 2007 гравець перейшов в мюнхенську  «Баварію». Від цієї угоди «Естудьянтес» отримав 6 мільйонів євро плюс 10 % від наступного продажу гравця. Контракт гравця розрахований на 4 роки і дозволить Хосе заробити за цей час 4,5 мільйона євро. На початку 2010 року був відданий в оренду «Естудьянтес».
30 серпня 2010 року підписав 4-річний контракт з італійським «Наполі». 25 липня 2011 року підписав контракт з українським клубом «Металіст» строком на 4 роки. Капітан команди з літа 2012 року

## Досягнення
- Чемпіон Аргентини (1):

«Естудьянтес»: 2006 (Апертура)
- Чемпіон Німеччини (1):

«Баварія»: 2007-08
- Чемпіон Іспанії (1):

«Атлетіко»: 2013-14
- Чемпіон Туреччини (1):

«Бешікташ»: 2015-16
- Володар Кубка Німеччини (1):

«Баварія»: 2007-08
- Володар Кубка німецької ліги (1):

«Баварія»: 2007
- Володар Суперкубка Німеччини (1):

«Баварія»: 2010
- Володар Суперкубка Італії з футболу (1):

«Мілан»: 2016
- Володар Кубка Аргентини (1):

«Естудьянтес»: 2023
Збірні
- Олімпійський чемпіон (1):

Олімпійська збірна Аргентини: 2008